# The Fall (film)
The Fall är en amerikansk-indisk äventyrsfilm från 2006. Filmen är regisserad av Tarsem Singh och är baserad på den bulgariska filmen Yo Ho Ho av Valeri Petrov. Filmen släpptes på bio först år 2008. Filmen är inspelad på en rad spektakulära platser, bland annat Jodphur, Deadvlei, Hagia Sofia och på Karlsbron.

## Handling
Filmen utspelar sig i ett sjukhus i Los Angeles utkanter under 1920-talet. På sjukhuset berättar den svårt skadade stuntmannen Roy Walker en episk saga om den Röde Banditen för en ung romsk flicka vid namn Alexandria. Under filmen utvecklas historien både på sjukhuset och i Roys berättelse.

## Skådespelare i urval
- Lee Pace som Roy Walker / Röde Banditen
- Catinca Untaru som Alexandria / Banditens dotter
- Justine Waddell som Sjuksyster Evelyn / Syster Evelyn
- Daniel Caltagirone as Sinclair / Guvernör Odious
- Marcus Wesley som Isleverantör / Otta Benga
- Robin Smith som Enbent skådespelare / Luigi
- Jeetu Verma som Appelsinplockare / Indian
- Kim Uylenbroek som läkare / Alexander den Store
- Leo Bill som Orderly / Charles Darwin
- Emil Hostina som Alexandria's father / Blå Banditen
- Julian Bleach som Äldre patient / Mystiker